# باتريشيا بيتي
باتريشيا بيتي هي مصممة رقص ومخرجة كندية، ولدت في 13 مايو 1936 في تورونتو في كندا.